# プレミア・オブ・ザ・シーズン
プレミア・オブ・ザ・シーズン（ウクライナ語: Музичні Прем'єри сезону）は、ウクライナのキーウで開催される国際的なクラシック音楽フェスティバルである。1988年12月1日にウクライナ文化・戦略コミュニケーション省とウクライナ国立作曲家連盟キーウ支部によって設立され、1989年より毎年3月下旬から4月上旬に開催されている。

## 概要
本フェスティバルは、交響楽、室内楽、合唱音楽、オペラなど、ウクライナおよび国際的な優れた音楽団体やソリストによる演奏を特徴とする。特にウクライナ人作曲家の新作初演がプログラムの中心を占める。フェスティバルは、国際舞台芸術協会（ISPA）のメンバーであり、国際的に高い評価を受けている。
コンサートは、ウクライナ国立フィルハーモニーのコロンナホール、チャイコフスキー記念国立音楽アカデミーの大ホールおよび小ホール、キーウのオルガン音楽ホール、科学者会館など、キーウ市内の複数の会場で開催される。公演は通常、12:00、16:00、19:00に開始される。
フェスティバルでは、コンサートに加えて以下のイベントも行われる：
- 音楽に関する学術会議
- 作曲家および演奏者によるマスタークラス
- 新刊楽譜、CD、ビデオ・オーディオ録音の発表会
- 著名な芸術家との交流会

## 組織と運営
フェスティバルの創設者であり音楽監督は、ウクライナの作曲家イーホル・シチェルバコフ（Ihor Shcherbakov）である。主催はウクライナ国立作曲家連盟が担当する。

## 過去のプログラム
- 2006年：ウクライナ人作曲家の新作を中心に、国内外の演奏者が参加[5]。
- 2007年：交響楽と室内楽の初演が多数含まれた[6]。
- 2010年：20周年記念として、特別なコンサートプログラムが組まれた[7]。